# Porteira Fechada
Porteira Fechada é um romance do escritor brasileiro Cyro Martins, publicado em 1944. Ao lado de Sem Rumo e Estrada Nova, esta obra constitui a chamada Trilogia do gaúcho a pé. O enredo gira em torno de João Guedes, que é praticamente expulso das terras, no campo em que vivia, as quais foram vendidas para um grande fazendeiro que pretendia usá-las para a engorda do gado e, com isso, Guedes vê-se obrigado a viver na periferia da fictícia cidade de Boa Ventura.
O romance insere-se na linha que traça a decadência do mito do monarca das coxilhas,que aparecera em O Gaúcho, de José de Alencar, marcado por honra, brio, coragem, liberdade etc.seguindo as regras do Romantismo, que dominou a Literatura Brasileira entre as décadas de 1840 e 1880, mas que entra em decadência, na Literatura gaúcha a partir de obras como Antonio Chimango, de Ramiro Barcelos, Ruínas Vivas, de Alcides Maya, e ganha notoriedade com o Neorealismo, a partir de 1930, em romances como Xarqueada, de Pedro Wayne, e Memórias do coronel Falcão, de Aureliano de Figueiredo Pinto, inserindo-os no chamado romance de 30.
O romance integrou a listagem das leituras obrigatórias para o vestibular da Universidade Federal do Rio Grande do Sul (UFRGS), a maior instituição de ensino superior do estado do Rio Grande do Sul, nos anos de 2009, 2010 e 2011, tendo sido, inclusive, impresso em Braile. A obra também já foi indicada como leitura obrigatória para os vestibulandos da Universidade de Passo Fundo (UPF) e da Universidade Federal de Santa Maria (UFSM) em 2005/2006.
Em 2014, Porteira fechada sob roteiro e direção de Guilherme de Castro foi apresentado no formato de curta metragem, com o nome Boa Ventura, com música original do maestro Hique Gomes. O mesmo cineasta detém os direitos autorais para a filmagem do longa metragem.

## Síntese narrativa
João Guedes vivia com a sua família em uma área arrendada, no fundo de uma grande propriedade. Criava algumas reses, cultivava alguns produtos agrícolas, seguia uma vida humilde, com uma precária renda, até que, numa determinada manhã, o dono das terras apareceu para informar-lhe que vendera tudo para um grande latifundiário, que usaria o local para a criação extensiva de gado.
Em seguida, a família abandonou o lugar em que sempre vivera e se mudou para Boa Ventura, cuja periferia já abrigava outros que haviam deixado o campo, vivendo em péssimas condições sociais e econômicas. Diante da dificuldade para conseguir emprego e, em consequência, dinheiro, Guedes envolve-se com o roubo de ovelha - com a cumplicidade silenciosa da mulher, Maria José. 
Descoberto, João Guedes - agora, um ladrão de ovelhas - acaba sendo preso, julgado e condenado. Ao sair da prisão, a situação da família havia se deteriorado mais ainda, foi preciso vender o cavalo, os arreios e também a máquina de costura da mulher. Envergonhado, sem dinheiro e esperança, Guedes acabaria encontrando a morte.